# كرسي السير توماس آدامز للعربية
كرسي السير توماس آدامز للعربية هو كرسي علمي في جامعة كمبريدج، مولها البارون الأول توماس آدامز (1586 – 1668 م)، عمدة لندن، في العام 1632 م لتكون أول كرسي علمي للغة العربية في كمبريدج.
كان الدافع الأساسي وراء تأسيس الكرسي هو التنصير، أي للتعرف على لغة الشرق وتسهيل مهمة التبشير المسيحي هناك. وقد تضمنت رسالة رئيس جامعة كمبريدج إلى السير توماس آدامز نصا يقول إن الحافز على تأسيس الكرسي هو «نشر الدين المسيحي في أوساط الذين يعيشون الآن في الظلام».

## أساتذة كرسي آدامز للعربية
- أبراهام ويلوك - 1633 م.[2]
- إدمند كاستل - 1666 م.
- جون لوك - 1685 م.
- تشارلز رايت - 1702 م.
- أوكلي - 1711 م.
- ليونارد شابيلو - 1720 م.
- صامويل هاليفكس - 1768 م.
- وليم كرافن - 1770 م.
- جوزيف كارليل - 1795 م.
- جون بالمر - 1804 م
- صامويل لي - 1819 م.
- توماس جارت - 1831 م.
- هنري كرفن وليمز - 1854 م.
- وليم رايت - 1870 م.
- وليم روبرتسون سميث - 1889 م.
- تشارلز بيير هنري رو - 1894 م.
- إدوارد براون - 1902 م.
- رينولد نيكلسون - 1926 م.[3]
- تشارلز امبروز ستوري - 1933 م.
- آرثر آربري - 1947 م.
- روبرت برترام سارجنت - 1982 إلى 1970 م.
- مالكوم كامرون ليون- 1985 م.
- طريف خالدي - 1996 م.
- جيمس مونتكمري - 2012 م.